# 佐川町立佐川小学校
佐川町立佐川小学校（さかわちょうりつ さかわしょうがっこう）は、高知県高岡郡佐川町乙にある公立小学校。

## 沿革
- 1922年（大正11年）4月8日 - 佐川尋常小学校の仮校舎に、高知県立佐川高等女学校（現在の高知県立佐川高等学校）が開校（翌年に移転）。

## 交通アクセス
- 四国旅客鉄道（JR四国）土讃線 西佐川駅から南西へ徒歩約13分。